# Havárie bombardéru B-2 na Andersenově letecké základně
Havárie bombardéru B-2 na Andersenově letecké základně se udála dne 23. února 2008 na ostrově Guam. Strategický bombardér Northrop B-2 Spirit krátce po svém vzletu z Andersenovy letecké základny ztratil vztlak na křídlech a začal i přes značnou snahu pilotů o jeho záchranu výrazně klesat. Letoun poté poklesl již natolik, že levým křídlem zavadil o vzletovou dráhu a oběma pilotům nezbylo než se katapultovat. Stroj se posléze zřítil na ranvej, explodoval, zcela shořel a stal se tak prvním zničeným strojem B-2 Spirit v historii. Oba piloti z havárie vyvázli jen s lehčími zraněními. Tento konkrétní stroj, náležející k 509. bombardovacímu křídlu z Whitemanovy letecké základny ve státě Missouri, měl v době havárie nalétáno více než 5000 provozních hodin. Na Andersenově základně byl toho času umístěn v rámci krátkodobého operačního nasazení.
Podle vyšetřovací zprávy byly hlavní příčinou havárie prudké deště ve dnech předcházejících havárii. Do trupu letadla totiž prosáklo značné množství vody, která posléze poškodila senzory důležité pro správné fungování letových systémů, a ty pak do centrální řídící jednotky zasílaly chybné telemetrické údaje. Jednotka důležitá pro výpočet výšky, rychlosti, náklonu aj. tedy při startu tohoto B-2 nastavila naprosto chybné parametry, které těsně po vzletu „donutily“ letadlo stoupat více než bylo třeba, letoun kvůli tomu ztratil rychlost a vztlak a postupně přešel do pádu (anglicky je tato situace označována slovem „stall“) vyústivšímu v havárii.